# Association Sportive de Saint-Étienne Loire 2020-2021
Questa voce raccoglie le informazioni riguardanti l'Association Sportive de Saint-Étienne Loire nelle competizioni ufficiali della stagione 2020-2021.

## Maglie e sponsor
Lo sponsor tecnico per la stagione 2020-2021 è Le Coq Sportif.
| Casa | Trasferta |

## Rosa
| N. |                           | Ruolo | Calciatore             |
| -- | ------------------------- | ----- | ---------------------- |
| 1  | Francia (bandiera)        | P     | Stefan Bajic           |
| 2  | Camerun (bandiera)        | D     | Harold Moukoudi        |
| 3  | Francia (bandiera)        | D     | Wesley Fofana          |
| 5  | Francia (bandiera)        | D     | Timothée Kolodziejczak |
| 6  | Francia (bandiera)        | C     | Yann M'Vila            |
| 7  | Algeria (bandiera)        | C     | Ryad Boudebouz         |
| 8  | Francia (bandiera)        | C     | Mahdi Camara           |
| 9  | Francia (bandiera)        | A     | Loïs Diony             |
| 10 | Tunisia (bandiera)        | A     | Wahbi Khazri           |
| 11 | Brasile (bandiera)        | D     | Gabriel Silva          |
| 13 | Perù (bandiera)           | D     | Miguel Trauco          |
| 14 | Costa d'Avorio (bandiera) | A     | Jean-Philippe Krasso   |
| 15 | Francia (bandiera)        | C     | Bilal Benkhedim        |
| 16 | Francia (bandiera)        | P     | Stéphane Ruffier       |
| 17 | Francia (bandiera)        | C     | Adil Aouchiche         |

| N. |                        | Ruolo | Calciatore          |
| -- | ---------------------- | ----- | ------------------- |
| 18 | Francia (bandiera)     | A     | Arnaud Nordin       |
| 19 | Camerun (bandiera)     | C     | Yvan Neyou          |
| 20 | Gabon (bandiera)       | C     | Denis Bouanga       |
| 21 | Francia (bandiera)     | A     | Romain Hamouma      |
| 22 | Francia (bandiera)     | C     | Kévin Monnet-Paquet |
| 23 | Spagna (bandiera)      | D     | Sergi Palencia      |
| 25 | Senegal (bandiera)     | C     | Assane Dioussé      |
| 26 | Francia (bandiera)     | D     | Mathieu Debuchy     |
| 27 | Guadalupa (bandiera)   | D     | Yvann Maçon         |
| 28 | Francia (bandiera)     | C     | Zaydou Youssouf     |
| 29 | Francia (bandiera)     | A     | Charles Abi         |
| 30 | Francia (bandiera)     | P     | Jessy Moulin        |
| 37 | Francia (bandiera)     | C     | Maxence Rivera      |
| 40 | Inghilterra (bandiera) | P     | Etienne Green       |
| 50 | Senegal (bandiera)     | P     | Boubacar Fall       |

## Risultati

### Ligue 1

#### Girone d'andata
| Arbitro: | Buquet |

|  |           |                        |
|  | Marcatori | 6’ Hamouma 75’ Bouanga |

| Arbitro: | Batta |

|                  |           |  |
| Hamouma 19’, 51’ | Marcatori |  |

| Arbitro: | Wattellier |

|                               |           |  |
| Bouanga 57’ (rig.) Camara 82’ | Marcatori |  |

| Arbitro: | Gautier |

|                     |           |                        |
| Simon 71’ Emond 86’ | Marcatori | 2’ Aouchiche 66’ Maçon |

| Arbitro: | Bastien |

|  |           |                                   |
|  | Marcatori | 33’ Aguerd 53’ Guirassy 89’ Hunou |

| Arbitro: | Dechepy |

|                              |           |  |
| Kakuta 15’ (rig.) Sotoca 81’ | Marcatori |  |

| Arbitro: | Delerue |

|               |           |                                        |
| Aouchiche 58’ | Marcatori | 8’ Lees-Melou 30’ Gouiri 90+1’ Moalida |

| Arbitro: | Abed |

|                               |           |  |
| Boulaya 5’ Sissoko 78’ (aut.) | Marcatori |  |

| Arbitro: | Miguelgorry |

|  |           |              |
|  | Marcatori | 15’ Mavididi |

| Arbitro: | Letexier |

|                   |           |                  |
| Kadewere 65’, 74’ | Marcatori | 40’ (aut.) Lopes |

| Arbitro: | Leonard |

|                                               |           |            |
| Honorat 7’ Duverne 23’ Cardona 33’ Mounié 38’ | Marcatori | 30’ Camara |

| Arbitro: | Bastien |

|                   |           |           |
| Khazri 33’ (rig.) | Marcatori | 65’ Ikoné |

| Digione 6 dicembre 2020, ore 15:00 CET 13ª giornata | Digione | 0 – 0 | Saint-Étienne | Stadio Gaston Gérard\| Arbitro: \| Buquet \| |
| Arbitro:                                            | Buquet  |       |               |                                              |

| Saint-Étienne 11 dicembre 2020, ore 21:00 CET 14ª giornata | Saint-Étienne | 0 – 0 | Angers | Stade Geoffroy-Guichard\| Arbitro: \| Miguelgorry \| |
| Arbitro:                                                   | Miguelgorry   |       |        |                                                      |

| Arbitro: | Frappart |

|           |           |                          |
| Hwang 24’ | Marcatori | 15’ Nordin 75’ Neyou 75’ |

| Arbitro: | Lesage |

|                        |           |                        |
| Moukoudi 8’ Nordin 63’ | Marcatori | 14’ Ahlinvi 56’ Ripart |

| Arbitro: | Hamel |

|                     |           |                                |
| Diop 7’ Bolland 48’ | Marcatori | 21’ Debuchy 29’ (rig.) Bouanga |

| Arbitro: | Turpin |

|             |           |          |
| Hamouma 19’ | Marcatori | 22’ Kean |

| Arbitro: | Batta |

|                         |           |         |
| Dia 12’, 37’ Cafaro 58’ | Marcatori | 72’ Abi |

#### Girone di ritorno
| Arbitro: | Gautier |

|             |           |  |
| Ajorque 29’ | Marcatori |  |

| Arbitro: | Bastien |

|  |           |                                              |
|  | Marcatori | 16’, 68’ Kadewere 36’, 59’ Marcelo 82’ Depay |

| Arbitro: | Schneider |

|  |           |         |
|  | Marcatori | 88’ Abi |

| Arbitro: | Wattellier |

|            |           |                |
| Camara 57’ | Marcatori | 36’ Kolo Muani |

| Arbitro: | Buquet |

|                 |           |  |
| Boye 14’ (aut.) | Marcatori |  |

| Arbitro: | Batta |

|  |           |                        |
|  | Marcatori | 27’ Bouanga 71’ Nordin |

| Arbitro: | Gautier |

|         |           |           |
| Abu 89’ | Marcatori | 72’ Touré |

| Arbitro: | Frappart |

|                    |           |              |
| Laurienté 66’, 86’ | Marcatori | 14’ Moukoudi |

| Arbitro: | Delerue |

|                                   |           |                                              |
| Moukoudi 40’ Bouanga 90+5’ (rig.) | Marcatori | 20’ (rig.) Sotoca 24’ Kalimuendo 90+3’ Costa |

| Arbitro: | Millot |

|  |           |            |
|  | Marcatori | 52’ Khazri |

| Arbitro: | Lesage |

|  |           |                                                |
|  | Marcatori | 13’ Jovetić 55’ Tchouaméni 64’ Diop 76’ Diatta |

| Arbitro: | Leonard |

|  |           |                        |
|  | Marcatori | 23’ Khazri 66’ Bouanga |

| Arbitro: | Schneider |

|                                                 |           |                 |
| Khazri 19’ (rig.), 23’, 71’ (rig.) Youssouf 81’ | Marcatori | 9’ (rig.) Hwang |

| Arbitro: | Buquet |

|                                     |           |                           |
| Mbappé 79’, 87’ (rig.) Icardi 90+4’ | Marcatori | 78’ Bouanga 90+1’ Hamouma |

| Arbitro: | Batta |

|            |           |                      |
| Khazri 11’ | Marcatori | 66’, 79’ Charbonnier |

| Arbitro: | Abed |

|           |           |                          |
| Delort 6’ | Marcatori | 16’ Hamouma, 50’ Debuchy |

| Arbitro: | Hamel |

|            |           |  |
| Nordin 43’ | Marcatori |  |

| Lilla 16 maggio 2021, ore 21:00 CEST 37ª giornata | Lilla   | 0 – 0 | Saint-Étienne | Stadio Pierre Mauroy\| Arbitro: \| Brisard \| |
| Arbitro:                                          | Brisard |       |               |                                               |

| Arbitro: | Gautier |

|  |           |            |
|  | Marcatori | 39’ Kamara |

### Coppa di Francia
| Arbitro: | Stinat |

|          |           |  |
| Bedia 5’ | Marcatori |  |

## Statistiche

### Statistiche di squadra
| Competizione    | Punti | In casa | In casa | In casa | In casa | In casa | In casa | In trasferta | In trasferta | In trasferta | In trasferta | In trasferta | In trasferta | Totale | Totale | Totale | Totale | Totale | Totale | DR  |
| Competizione    | Punti | G       | V       | N       | P       | Gf      | Gs      | G            | V            | N            | P            | Gf           | Gs           | G      | V      | N      | P      | Gf     | Gs     | DR  |
| --------------- | ----- | ------- | ------- | ------- | ------- | ------- | ------- | ------------ | ------------ | ------------ | ------------ | ------------ | ------------ | ------ | ------ | ------ | ------ | ------ | ------ | --- |
| Ligue 1         | 46    | 19      | 5       | 6       | 8       | 20      | 29      | 19           | 7            | 4            | 8            | 22           | 25           | 38     | 12     | 10     | 16     | 42     | 54     | -12 |
| Coupe de France | -     | 0       | 0       | 0       | 0       | 0       | 0       | 1            | 0            | 0            | 1            | 0            | 1            | 1      | 0      | 0      | 1      | 0      | 1      | -1  |
| Totale          | -     | 19      | 5       | 6       | 8       | 20      | 29      | 20           | 7            | 4            | 9            | 22           | 26           | 39     | 12     | 10     | 17     | 42     | 55     | -13 |

### Andamento in campionato
| Giornata  | 1  | 2 | 3 | 4 | 5 | 6 | 7  | 8  | 9  | 10 | 11 | 12 | 13 | 14 | 15 | 16 | 17 | 18 | 19 | 20 | 21 | 22 | 23 | 24 | 25 | 26 | 27 | 28 | 29 | 30 | 31 | 32 | 33 | 34 | 35 | 36 | 37 | 38 |
| --------- | -- | - | - | - | - | - | -- | -- | -- | -- | -- | -- | -- | -- | -- | -- | -- | -- | -- | -- | -- | -- | -- | -- | -- | -- | -- | -- | -- | -- | -- | -- | -- | -- | -- | -- | -- | -- |
| Luogo     | T  | C | C | T | C | T | C  | T  | C  | T  | T  | C  | T  | C  | T  | C  | T  | C  | T  | T  | C  | T  | C  | C  | T  | C  | T  | C  | T  | C  | T  | C  | T  | C  | T  | C  | T  | C  |
| Risultato | V  | V | V | N | P | P | P  | P  | P  | P  | P  | N  | N  | N  | V  | N  | N  | N  | P  | P  | P  | V  | N  | V  | V  | N  | P  | P  | V  | P  | V  | V  | P  | P  | V  | V  | N  | P  |
| Posizione | 11 | 9 | 1 | 1 | 4 | 7 | 10 | 13 | 13 | 15 | 16 | 15 | 15 | 15 | 14 | 14 | 14 | 14 | 16 | 16 | 16 | 16 | 16 | 15 | 15 | 14 | 16 | 16 | 16 | 16 | 15 | 13 | 13 | 14 | 12 | 11 | 11 | 11 |

Legenda:

Luogo: C = Casa; T = Trasferta. Risultato: V = Vittoria; N = Pareggio; P = Sconfitta.